# تراسینی
تراسینی (به ایتالیایی: Terrasini) یک کومونه در ایتالیا است که در استان پالرمو واقع شده‌است.

## خصوصیات
تراسینی ۱۰٬۸۴۷ نفر جمعیت دارد و ۳۲ متر بالاتر از سطح دریا واقع شده‌است.

## نگارخانه

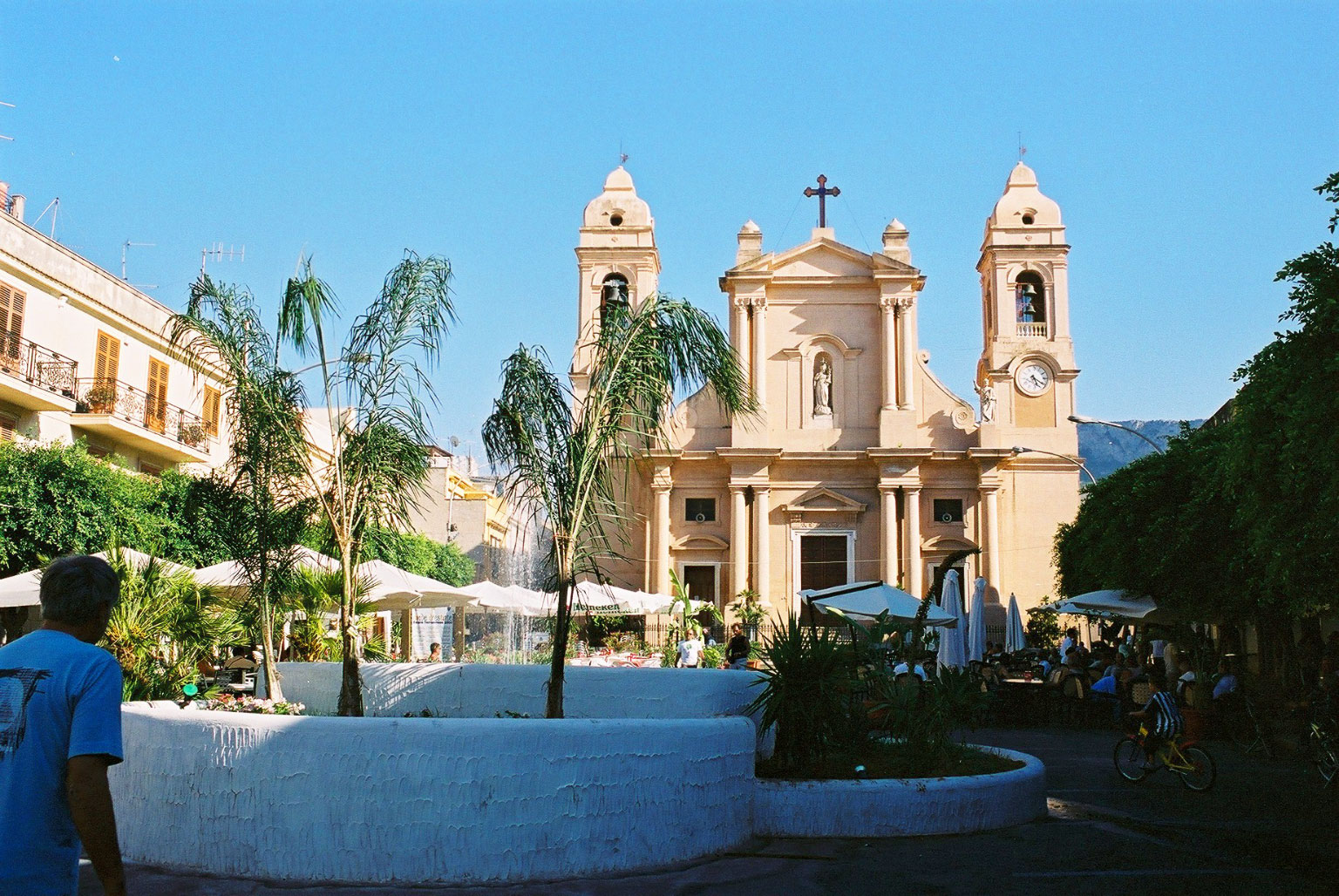
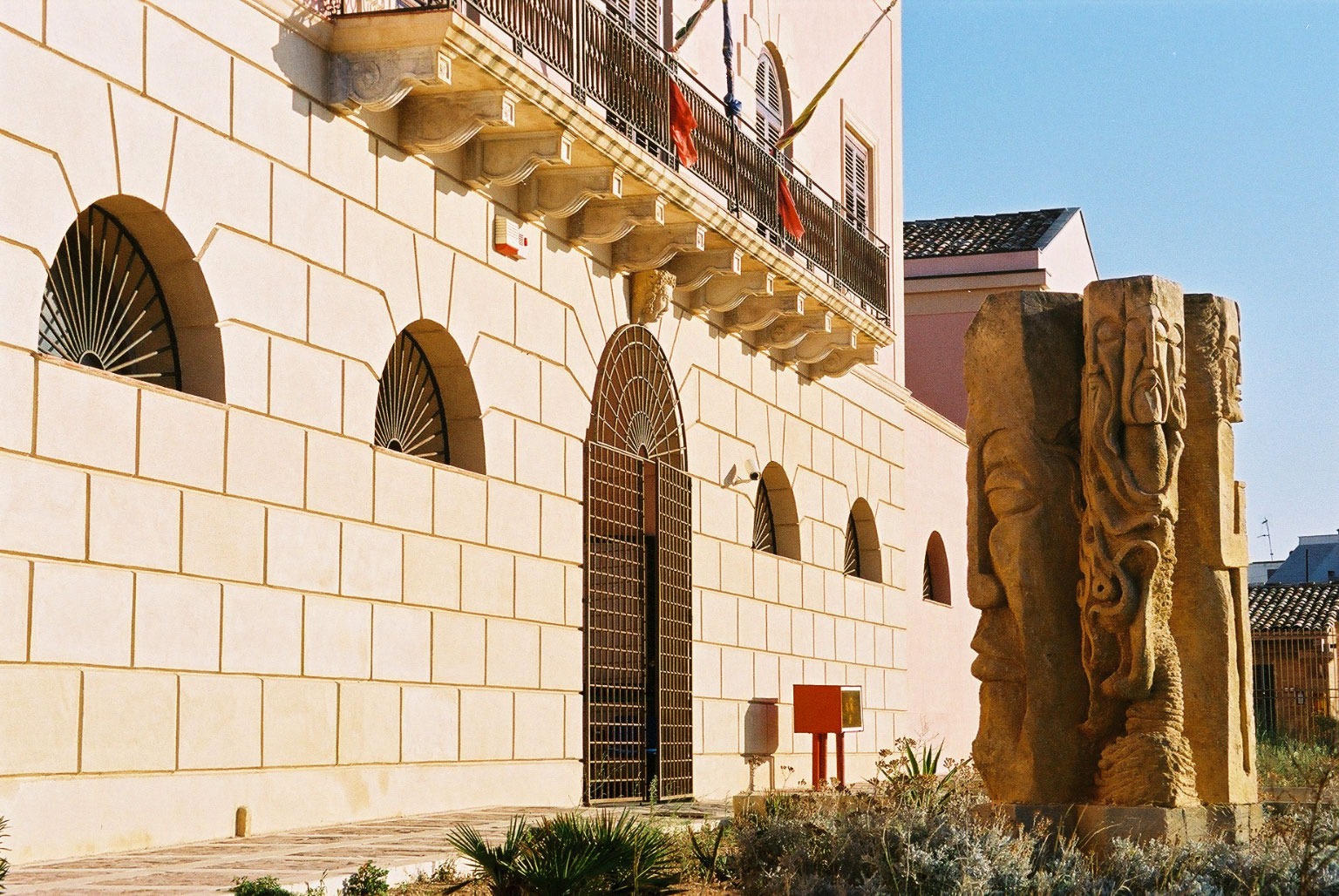
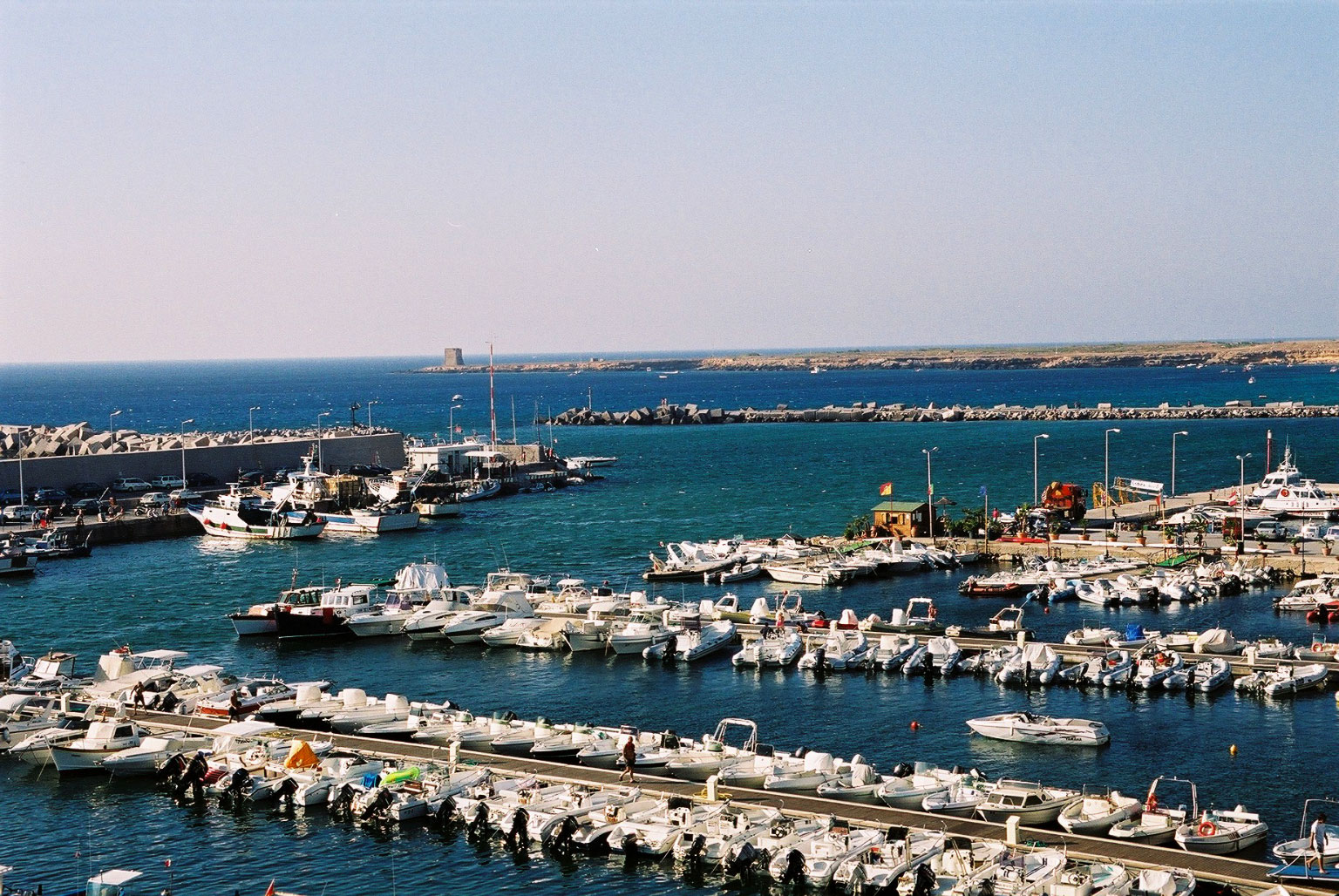
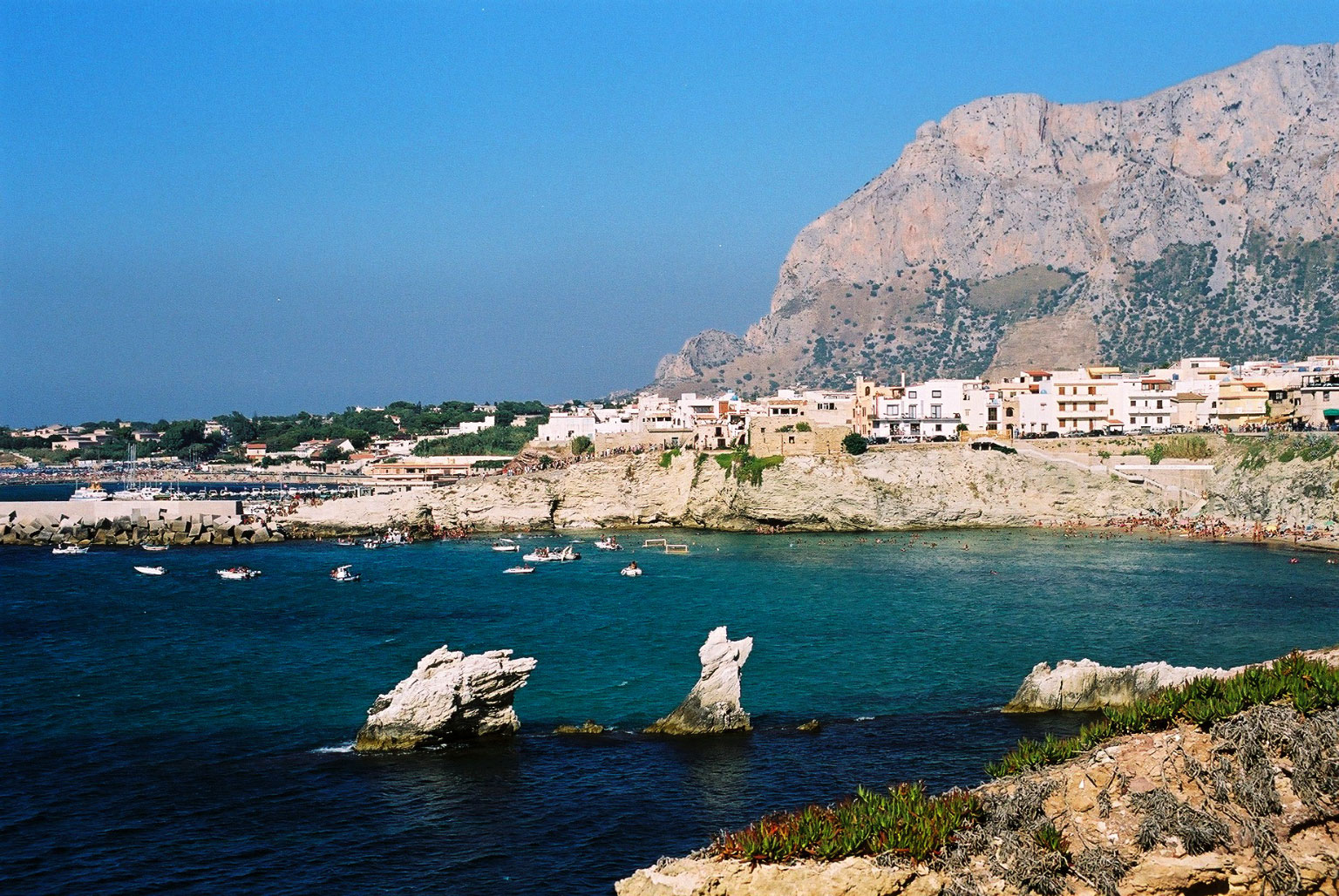
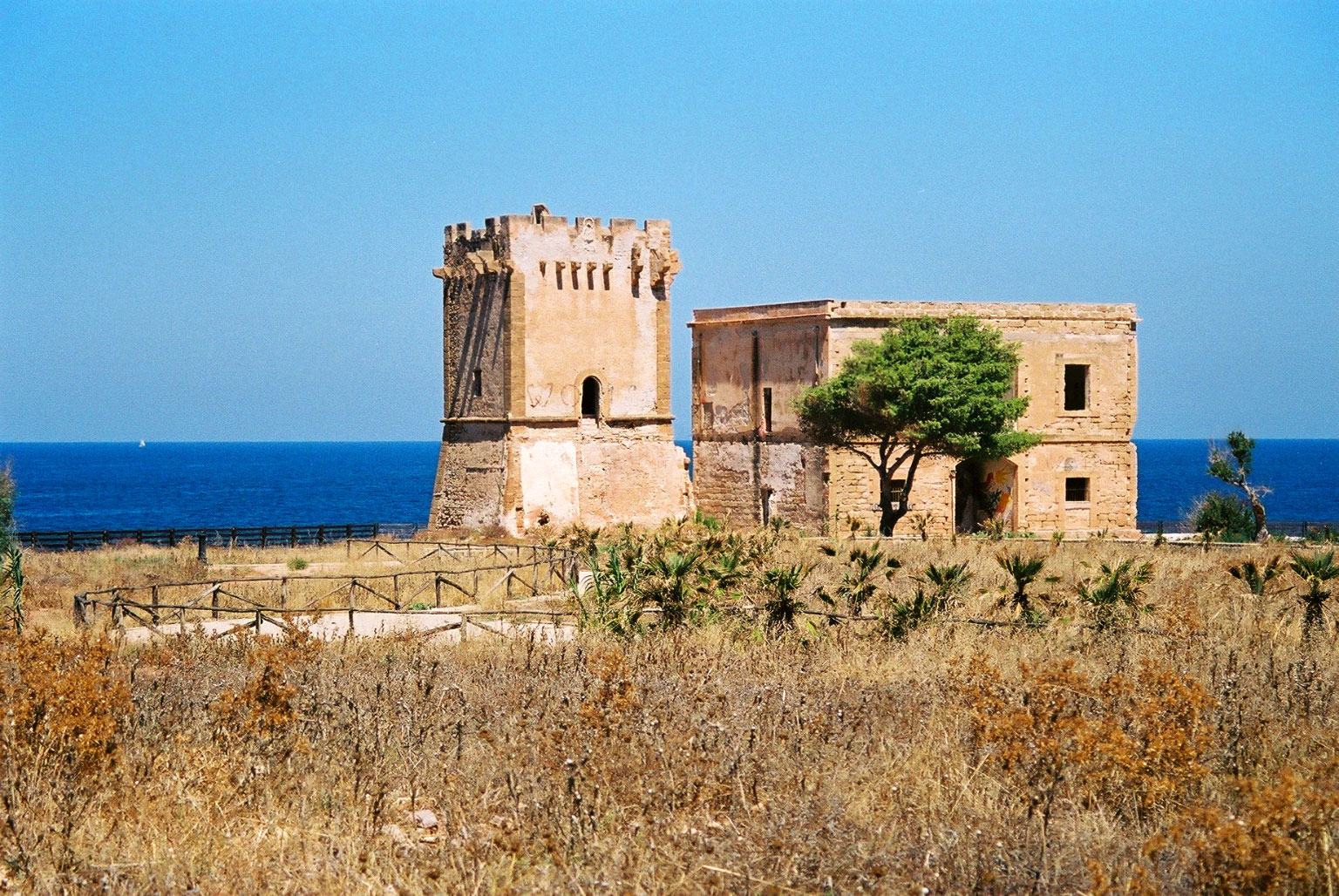
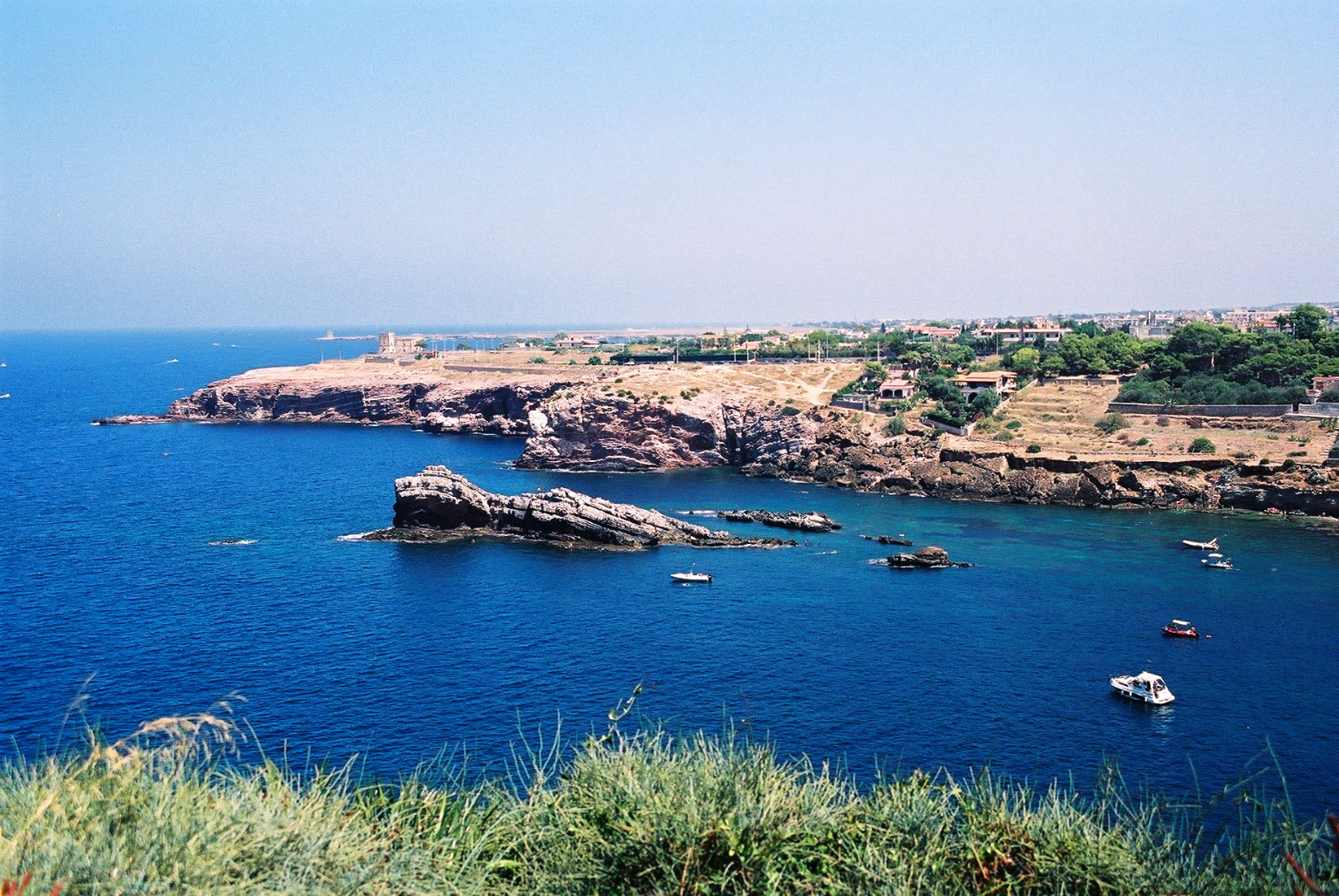
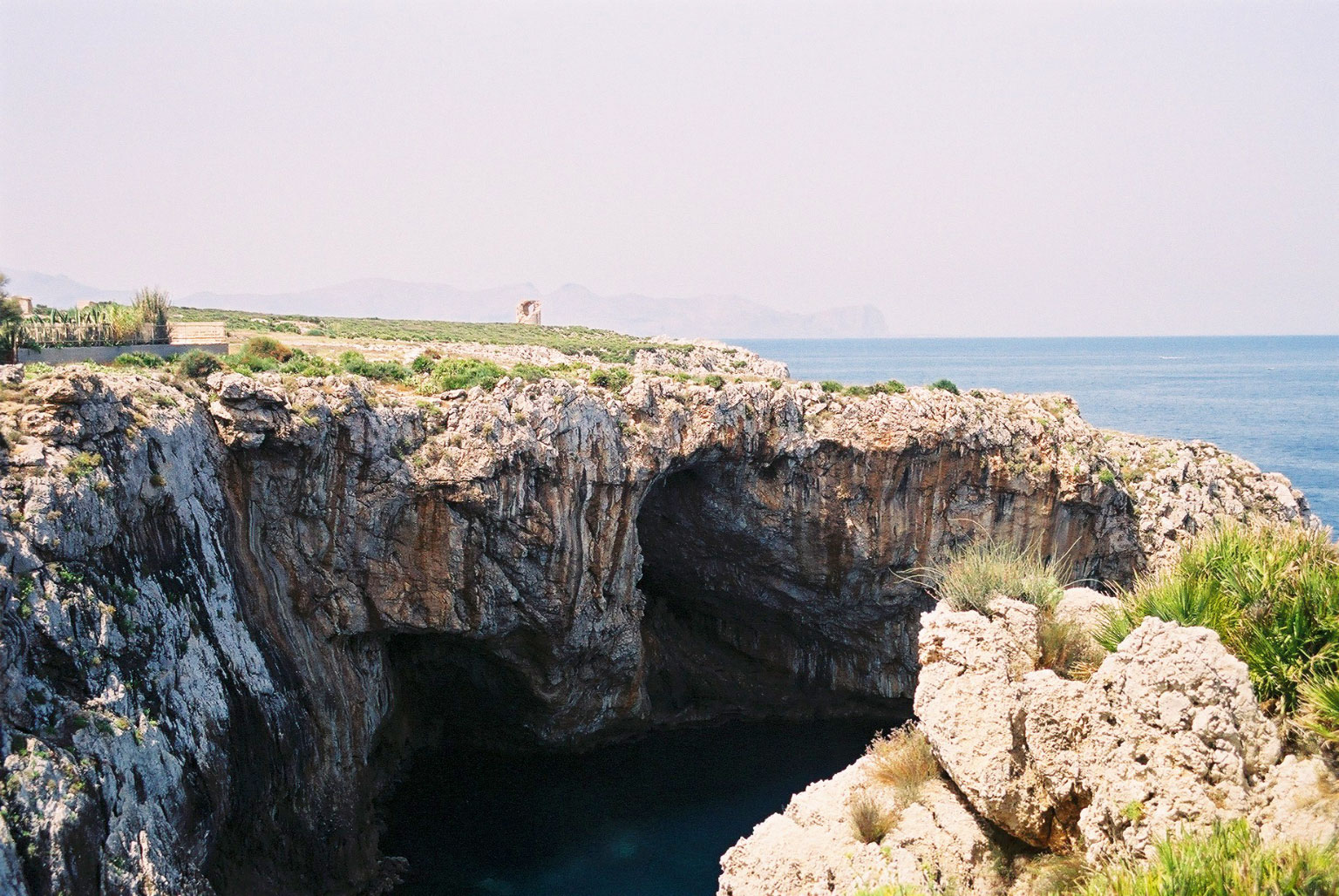
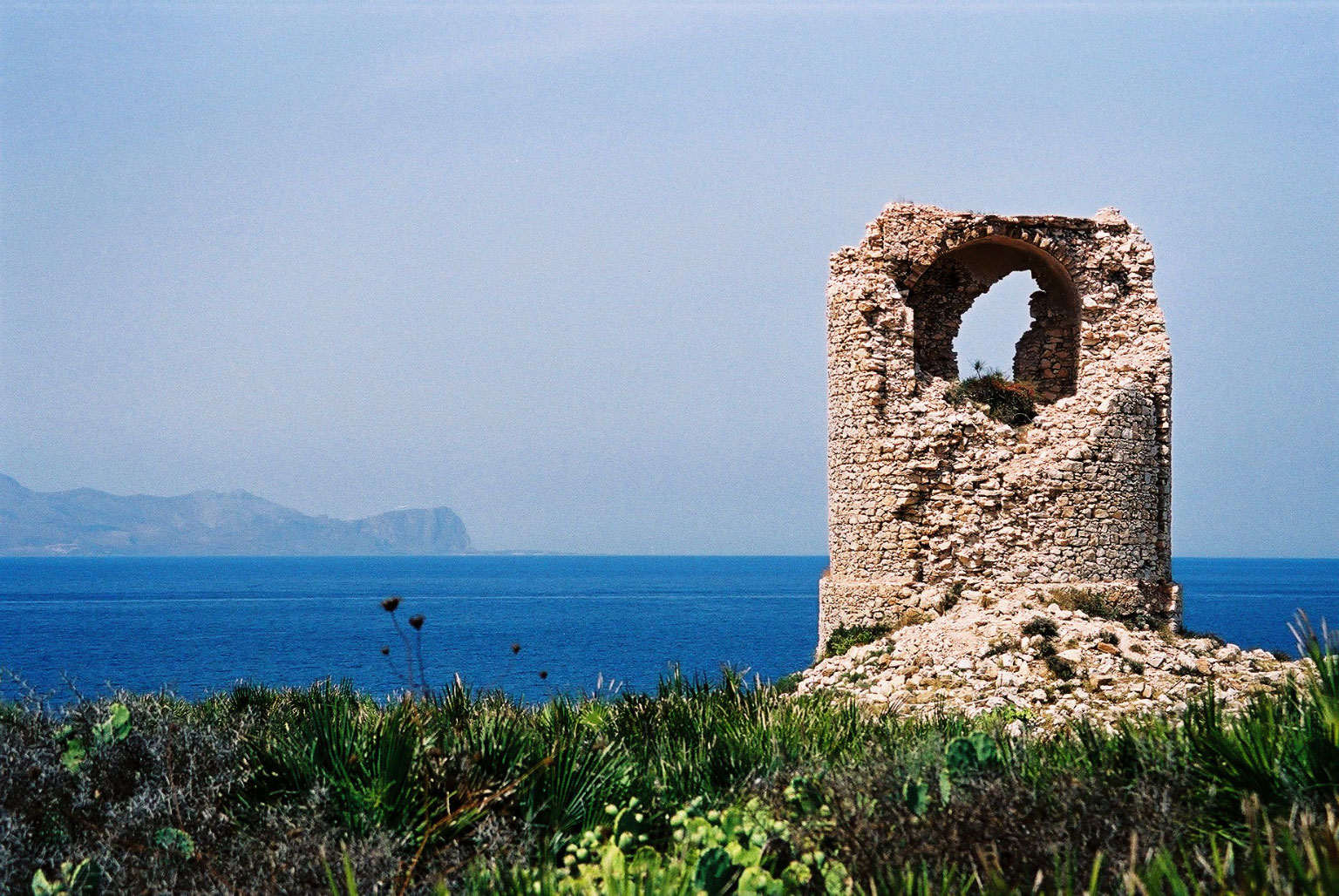